# Лавровский сельсовет (Московская область)
Лавровский сельсовет — упразднённая административно-территориальная единица, существовавшая на территории Московской губернии и Московской области до 1939 года.
Михнейковский сельсовет был образован в первые годы советской власти. По данным 1918 года он входил в состав Дмитровской волости Дмитровского уезда Московской губернии.
В 1923 году Михнейковский с/с был преобразован в Трощейковский сельсовет.
По данным 1926 года в состав сельсовета входили деревни Лавровки, Михнейково и Трощейково.
В 1929 году Трощейковский с/с был отнесён к Дмитровскому району Московского округа Московской области и при этом переименован в Лавровский сельсовет.
20 мая 1930 года к Лавровскому с/с была присоединена часть упразднённого Надмошского с/с, переданного из Ленинского района.
17 июля 1939 Лавровский с/с был упразднён. При этом его часть его территории (селения Горки, Лавровки и Труневки) была передана Костинскому с/с, а часть (селения Ваньково, Сергейково и Трощейково) — Ассауровскому с/с.